# Pät Schreiber
Patrick „Pät“ Schreiber (* 28. Januar 1987) ist ein Schweizer Fernsehmoderator, COO, Medienmanager & Journalist.

## Leben
Schreiber wuchs in Bülach/ZH auf und wohnt in Winterthur.
Durch ein Casting bekam Schreiber 2008 seinen ersten TV-Moderationsjob beim Regionalsender Tele Top und moderierte bis 2009 durch die Mittagssendung InStyleTV. 2010 wechselte er zum ersten nationalen Privatsender der Schweiz, Star TV, bei dem er in der Sendung Star News eine eigene Ausgangsrubrik erhielt. 2013 war er Co-Moderator der Sendung Lautstark auf Star TV und MTV Schweiz. 2013 veröffentlichte Schreiber PartyBreak! mit Songs seiner Interviewgäste wie Avicii, R.I.O., Sean Paul, Luca Hänni, Jesse Ritch, DJ Antoine, DJ Bobo, Mike Candys, Remady & Manu-L, Pat Farrell, Flava & Stevenson.
Von März 2010 bis Dezember 2016 moderierte Schreiber PartyBreak! auf Star TV und im Web, die er auch selbst mit seinem Team wöchentlich produzierte. 2016 wurde er mit seiner damaligen Sendung ‚PartyBreak!‘ für den Prix Walo in der Kategorie ‚TV-Produktionen‘ nominiert.
Von Januar 2017 bis Februar 2018 moderierte Schreiber die Musik- und Kultursendung Lautstark auf Star TV und Star TV2. Dabei besuchte er wöchentlich Persönlichkeiten aus der Schweizer und internationalen Showszene.
2017 zählte Schreiber zu den Gründungsmitgliedern des ersten nationalen Kulturbildungssenders der Schweiz.
Von Februar 2018 bis Dezember 2019 moderierte er die wöchentliche TV-Sendung Wisdom - Musik, Stars, Fashion und Wisdom das Quiz auf SWISS1.
Dezember 2019 holten die Star TV Medien Schreiber als Programmleiter sowie Mitglied der Geschäftsleitung zum Unternehmen zurück. 2020 moderierte er die crossmediale Unterhaltungsshow FilmApp LIVE auf Star TV in der Primetime, Livestream sowie über die Social-Media-Plattformen direkt aus der Arena Cinemas Zürich mit Live-Talks und Zuschauer.
Im März 2021 wurde er COO des Bildungs- und Kultursenders auftanken.TV mit täglichen Spielfilmen, Serien, Dokumentationen, Beiträgen zu gesundheitlichen Themen und Konzerten. In der Schweizer Ausgabe des GALA-Magazins erschien im Juni 2021 eine große Reportage zu ihm. Im Dezember 2021 schaffte es auftanken.TV zum ersten Mal in die offizielle Schweizerfernsehen - Semesterzahlen der Mediapulse unter die Top-Sender (Quelle: Mediapulse, 2. Semesterzahlen 2021). Im Januar 2022 überholte auftanken.TV bereits Sender wie Star TV (Quelle: Mediapulse, 1. Semesterzahlen 2022) und erreicht immer mehr Beliebtheit in der Schweiz.
2021 wurde die TV-Show „Schreiber talkt“ ins Leben gerufen, welche monatlich prominente Gäste in lockerer Atmosphäre empfängt. 
2024 ist er als Medienexperte auch Jurymitglied beim Swiss Influencer Award.
2024 wurde Schreiber als Beisitzer in die Show Szene Schweiz/Prix Walo gewählt, bei welchem er im Kernteam neben seinem bisherigen Wirken in der Fachjury tätig ist.
2024 erscheint „Schreiber talkt“ in einer Neuausrichtung als Podcast auf allen Plattformen sowie als Video über YouTube und crossmedial im Fernsehen bei auftanken.TV.

## Nominierungen
2012 wurde Schreiber beim FYYFFA-Award des ROCKSTR-Magazins auf Platz 5 gewählt. In die Liste der nervigsten Schweizer Promis schaffte er es aufgrund eines Englisch-Interviews mit Superstar Avicii, das national für Schlagzeilen sorgte.
2016 wurde Schreiber mit seiner Sendung PartyBreak für den Prix Walo in der Kategorie TV-Produktion neben SRF bi de Lüt und SRF Jobtausch nominiert.